# Compagnie mexicaine des mines de Guanajuato et de Real de Catorce
 (avril 2017).
Si vous disposez d'ouvrages ou d'articles de référence ou si vous connaissez des sites web de qualité traitant du thème abordé ici, merci de compléter l'article en donnant les références utiles à sa vérifiabilité et en les liant à la section « Notes et références ».
La Compagnie mexicaine des mines de Guanajuato et de Real de Catorce était une société importante formée pour exploiter les mines d'argent de Guanajuato et du Catorce, au Mexique, peu après l'indépendance du pays.

## Histoire
La Compagnie mexicaine des mines de Guanajuato et de Real de Catorce a été fondée avait un capital de 240.000 livres, divisé en six mille actions de 40 livres. Elle était présidée par Lucas Alamán, ancien député de Guanajuato au parlement d'Espagne puis membre du gouvernement mexicain. Le 1er mars 1825, son capital a été augmenté de 18.000 actions également de 40 livres sterling.